# Procambarus roberti
Procambarus roberti är en kräftdjursart som beskrevs av Villalobos och Hobbs 1974. Procambarus roberti ingår i släktet Procambarus och familjen Cambaridae. IUCN kategoriserar arten globalt som starkt hotad. Inga underarter finns listade i Catalogue of Life.